# Veza ugljenik-ugljenik
Veza ugljenik-ugljenik je kovalentna veza između dva atoma ugljenika. Najčešći oblik je jednostruka veza: veza sastavljena od dva elektrona, po jedan iz svakog od dva atoma. Jednostruka veza ugljenik-ugljenik je sigma veza i formira se između jedne hibridizovane orbitale iz svakog atoma ugljenika. U etanu, orbitale su sp3-hibridizovane orbitale, ali se javljaju jednostruke veze formirane između atoma ugljenika sa drugim hibridizacijama (npr. sp2 sa sp2). Zapravo, atomi ugljenika u jednostrukoj vezi ne moraju biti iste hibridizacije. Atomi ugljenika takođe mogu da formiraju dvostruke veze u jedinjenjima koja se nazivaju alkeni ili trostruke veze u jedinjenjima koja se zovu alkini. Dvostruka veza se formira sa sp2-hibridizovanom orbitalom i p-orbitalom koja nije uključena u hibridizaciju. Trostruka veza se formira sa sp-hibridizovanom orbitalom i dve p-orbitale iz svakog atoma. Upotreba p-orbitala formira pi vezu.

## Lanci i grananje
Ugljenik je jedan od retkih elemenata koji mogu da formiraju dugačke lance sopstvenih atoma, svojstvo koje se zove katenacija. Ovo zajedno sa jačinom veze ugljenik-ugljenik dovodi do ogromnog broja molekularnih oblika, od kojih su mnogi važni strukturni elementi života, tako da jedinjenja ugljenika imaju svoje polje proučavanja: organsku hemiju.
Grananje je takođe uobičajeno u C-C skeletima. Atomi ugljenika u molekulu su kategorisani prema broju suseda ugljenika koje imaju:
- Primarni ugljenik ima jedan susedni ugljenik.
- Sekundarni ugljenik ima dva susedna ugljenika.
- Tercijarni ugljenik ima tri susedna ugljenika.
- Kvaternarni ugljenik ima četiri susedna ugljenika.

U „strukturno složenim organskim molekulima“, oblik molekula diktira trodimenzionalna orijentacija veza ugljenik–ugljenik na kvaternarnim lokusima. Dalje, kvartenarni lokusi se nalaze u mnogim biološki aktivnim malim molekulima, kao što su kortizon i morfijum.